# FBI : Portés disparus
« Sans laisser de trace » redirige ici. Pour les autres significations, voir Sans laisser de traces.
Pour les articles homonymes, voir Portés disparus et FBI (homonymie).
FBI : Portés disparus — Sans laisser de trace au Québec — (Without a Trace) est une série télévisée américaine en 160 épisodes de 42 minutes créée par Hank Steinberg, produite par Jerry Bruckheimer et diffusée du 26 septembre 2002 au 19 mai 2009 sur le réseau CBS et au Canada sur le réseau Global puis sur le réseau CTV (deux dernières saisons).

## Synopsis
Cette série met en scène une équipe du FBI spécialisée dans la recherche de personnes disparues. Sa méthode consiste à brosser le portrait psychologique des disparus et à retrouver toutes leurs fréquentations, afin de découvrir si la personne a été enlevée, assassinée, si elle s'est suicidée, ou bien si elle a simplement fugué.
La série joue sur l'idée que plus le temps passe, plus les chances de retrouver la personne disparue diminuent. Le dispositif narratif qui consiste à décompter des heures après la disparition vient renforcer cette impression. Les personnages sont donc perpétuellement dans une urgence qui vise à tenir le téléspectateur en haleine.
Pour bâtir leurs histoires, les scénaristes s'appuient sur la multiplicité des points de vue que l'on peut avoir sur la vie d'une personne. À l'occasion de la disparition de cette personne, le FBI recoupe tous ces points de vue nécessairement partiels, voire biaisés, pour avoir une vue d'ensemble sur la personne. Le but est de découvrir l'intérêt que peut avoir la personne disparue à partir sans laisser de trace, ou le mobile d'un enlèvement ou d'un assassinat la visant.

## Distribution

### Acteurs principaux
- Anthony LaPaglia (VF : Michel Dodane) : John Michael « Jack » Malone
- Marianne Jean-Baptiste (VF : Pascale Vital) : Vivian « Viv » Johnson
- Poppy Montgomery (VF : Rafaèle Moutier) : Samantha « Sam » Spade
- Enrique Murciano (VF : Olivier Jankovic) : Danny Taylor, né Alvarez
- Eric Close (VF : Guillaume Lebon) : Martin Fitzgerald
- Roselyn Sanchez (VF : Laëtitia Lefebvre) : Elena Delgado (à partir de la saison 4)

### Acteurs récurrents
- Martin Landau (VF : Pierre Hatet) : Frank Malone
- Nikki Deloach : Lacey Morgan
- Alex Fernandez (en) : Rafael Alvarez
- William Petersen : Gil Grissom (personnage issu de la franchise Les Experts)
- Linda Hunt (VF : Marie-Martine) : Dr Clare Bryson
- Steven Weber (VF : Cyrille Monge) : Clark Medina
- Iyari Limon : Luisa Cruz
- Elizabeth Berkley : Lynette Shaw
- Audrey Marie Anderson : Colleen McGrath
- Nathan Kress : Barry Rosen
- Laura Marano : Kate Malone
- Vanessa Marano : Hanna Malone
- Vanessa Marcil : Kim Marcus (saison 7, épisodes 17-18 et 20)
- Mary Elizabeth Mastrantonio : Anne Cassidy (10 episodes 2005/2006, saison 4)

 Source et légende : version française (VF) sur RS Doublage

## Diffusion
La série a été diffusée en français :
- en Belgique entre 2003 et 2006 sur La Une et depuis le 16 septembre 2006 sur La Deux ;
- au Québec à partir du 7 janvier 2004 à Séries+ ;
- en France à partir du 5 juillet 2004 sur France 2[4], en septembre 2012 sur France 4 puis, le 7 avril 2016 sur 13e Rue. Elle est diffusée par la suite sur Chérie 25 et sur NRJ12 [5];
- en Suisse sur la RTS.

## Personnages

### Jack Malone
- Son rôle : il dirige le service du FBI responsable des personnes disparues, avec le grade de « supervisory special agent ». C'est quelqu'un qui peut paraître froid et distant, mais quand l'un de ses hommes est en danger, il devient protecteur et attentionné.
- Son travail : retrouver au plus vite les personnes disparues. Avant de travailler au FBI, il était dans l'armée mais il a arrêté car ça ne lui plaisait pas. Quand Maria, sa femme, est mutée à Chicago, il veut la suivre, mais peu de temps avant leur départ, elle lui annonce qu'elle veut partir seule. Il réussit à retrouver son poste au détriment de Vivian Johnson, qui perd sa promotion.
- Sa famille : Jack est divorcé de Maria (depuis la saison 3) et a deux filles, Hannah et Kate. Sa mère, Doris, s'est suicidée quand il avait 15 ans. C'est à elle qu'il se confiait. Avec son père, Frank, il entretient une relation plutôt conflictuelle. Ils n'ont jamais été proches. Lorsqu'il apprend que son père est atteint de la maladie d'Alzheimer, Jack décide de renouer les liens, même si son père n'y met pas du sien.
- Ses amours : au début de la saison 1, Jack aime toujours Maria, mais leur mariage bat de l'aile. Après une enquête difficile, il prend conscience que sa femme et ses filles lui manquent. Ils se remettent ensemble au début de la saison 2. Quand Maria obtient un poste à Chicago, Jack décide de la suivre, mais elle ne veut pas qu'il l'accompagne. On apprend qu'il a eu une histoire avec Samantha pendant 5 mois lorsqu'il était encore marié. Ils ont gardé des liens très forts. Dans les saisons 4 et 5, il noue une liaison sérieuse avec Anne Cassidy, projetant même de vivre avec elle. Après avoir perdu l'enfant qu'elle attendait de Jack, elle décide de s'en aller. Dans la saison 7, Samantha lui avoue qu'elle a toujours eu des sentiments pour lui.

### Vivian Johnson
- Son rôle : agent spécial du FBI. Vivian est une femme forte, dynamique et passionnée par son travail qui n'en oublie pas pour autant ses responsabilités familiales. Elle possède une grande capacité d'écoute.
- Son travail : comme tous les membres de l'équipe, Vivian est chargée de retrouver les personnes disparues dans les plus brefs délais. Lorsque Jack quitte l'équipe, pour suivre sa femme, elle obtient une promotion, elle est maintenant à la tête de l'équipe. Au retour de Jack, la direction décide de lui redonner son poste. Vivian perd donc sa promotion.
- Sa famille : pour Vivian, sa famille est très importante. Elle est mariée depuis 14 ans et a un fils âgé de 12 ans, Reggie. Son mari s'appelle Marcus, il est professeur à l'université. Elle a un frère qui travaille dans la police. Ils sont en froid car il n'a jamais accepté qu'elle entre au FBI.

### Samantha Spade
- Son rôle : agent spécial du FBI. Bien qu'elle soit élégante, stricte et ambitieuse, Sam reste vulnérable.
- Son travail : tout comme les autres membres de l'équipe, elle est chargée de retrouver les personnes disparues. Pendant une enquête, elle est prise en otage, et elle se fait tirer dessus. Ces événements l'ont énormément marquée. Avant de travailler au FBI, elle travaillait à la police de New York. Elle est en faveur de la peine de mort.
- Sa famille : Sam a une sœur, Emily. Leur mère, fan de l'acteur Humphrey Bogart, a décidé de la prénommer ainsi en référence au personnage Sam Spade, qu'il incarnait dans le film Le Faucon maltais. Sam n'est pas très proche de sa mère. Elle déteste le froid, et elle aimerait être mutée à Los Angeles. Elle n'a jamais été à des réunions d'anciens élèves et elle aime lire la presse people. Quand elle était plus jeune, Sam a commis un meurtre pour protéger sa grande sœur Emily. Elle a également fait une fugue.
- Ses amours : Sam s'est mariée à dix-huit ans mais elle a divorcé quelques mois plus tard. Depuis lors, elle est à la recherche de l'âme-sœur. On apprend au cours de la série qu'elle a eu une relation avec Jack. Elle a aussi eu une relation avec Eric Keller lorsqu'elle travaillait à la police de New York. Au début de la saison 3, elle entame une histoire avec Martin. Dans la saison 6, elle tombe enceinte d'un homme rencontré dans un bar. Elle veut lui faire signer une renonciation de paternité, mais il ne semble pas prêt à le faire. Lorsqu'il apprend que Sam est au courant qu'il a été accusé de viol sur mineur, mais qu'il n'y a pas eu de poursuites faute de preuves, il signe un abandon de paternité. Dans la saison 7, elle avoue à Jack qu'elle a toujours eu des sentiments pour lui.

### Danny Taylor
- Son rôle : agent spécial du FBI. Danny est un homme vulnérable et passionné, ayant un avis sur tout et qui se fie régulièrement à son instinct pour résoudre les enquêtes.
- Son travail : Danny a eu énormément de mal à accepter l'arrivée de Martin Fitzgerald dans l'équipe. Il le voit comme un agent de bureau qui s'est introduit sur son territoire et dans un service qu'il considère comme sa famille. Il le voit aussi comme un privilégié notamment à cause de sa famille. Ils deviennent ensuite très amis. Avant d'entrer au FBI, il a fait des études de droit.
- Sa famille : il a changé de nom. Avant, il s'appelait Alvarez. Il ne voulait plus avoir de lien avec sa famille et il est devenu Danny Taylor. Il a perdu ses parents à l'âge de 11 ans dans un accident de voiture, ce qui l'a beaucoup traumatisé. Il a un grand frère, Raphaël Alvarez, qui est en prison. Malgré des rapports conflictuels, Danny a témoigné pour que son frère puisse sortir de prison. Raphaël est marié à Sylvia, avec qui il a un fils, Nicky. Lorsque leur père se montrait violent, Raphaël prenait la défense de Danny.
- Signes particuliers : Danny a été alcoolique et se rend souvent aux alcooliques anonymes. Il est amoureux d'Elena.

### Martin Fitzgerald
- Son travail : agent spécial du FBI. Avant de travailler sous les ordres de Jack, il était chez les cols blancs à Seattle. Son arrivée n'a pas été bien acceptée par Danny. Au cours de la saison 4, il a développé une addiction aux médicaments. Il s'en sort grâce à l'aide de Danny et Samantha.
- Sa famille : son père, Victor Fitzgerald est le directeur adjoint du FBI mais il n'a pas l'intention de profiter de son aide pour gravir les échelons. Il a une tante, Bonnie, qui est infirmière. Elle est malheureusement atteinte d'un cancer. Il est très attaché à elle et à sa famille. Quand elle disparaît, il demande de l'aide à Sam pour la retrouver.
- Ses amours : à son arrivée dans l'équipe, il a vite été séduit par Sam. Ils se sont rapprochés au fil du temps. Ils finissent par entamer une relation mais ils rompent rapidement. En effet, Martin n'acceptait plus que Sam ne s'investisse pas dans leur relation.

### Elena Delgado
- Son rôle : agent spécial du FBI. Elena possède une grande force de caractère, elle n'hésite pas à malmener physiquement les témoins. Elle et Danny Taylor se connaissent apparemment depuis longtemps.
- Son travail : Elena est la dernière recrue de l'équipe. Avant, elle travaillait à la brigade des mœurs de New York. Elle a rejoint l'équipe pendant la convalescence de Martin Fitzgerald.
- Sa famille : Elena a une fille de six ans prénommée Sofie. Elle l'a eue avec son ex-mari Carlos.
- Ses amours : elle entretient une idylle avec Danny au milieu de la saison 5.

## Audiences

### États-Unis
Voici les audiences américaines de la série.
| Saison | Nombre d'épisodes | Audience* |
| ------ | ----------------- | --------- |
| 1      | 23                | 13,48     |
| 2      | 24                | 15,17     |
| 3      | 23                | 15,62     |
| 4      | 24                | 15,45     |
| 5      | 24                | 15,09     |
| 6      | 18                | 13,26     |
| 7      | 24                | 11,89     |

### France
Voici les audiences françaises de la série.
| Saison | Nombre d'épisodes | Audience* |
| ------ | ----------------- | --------- |
| 1      | 23                | 6.06      |
| 2      | 24                | 6.56      |
| 3      | 23                | 7.13      |
| 4      | 24                | 5.79      |
| 5      | 24                | 7.15      |
| 6      | 18                | 6.95      |
| 7      | 24                | 6.06      |

## Autour de la série
- Le 19 mai 2009, CBS a annoncé que la série ne serait pas reconduite pour une huitième saison : elle est donc stoppée après 7 saisons et 160 épisodes. En cause : un budget trop important, et surtout des audiences sur les 18-49 ans (cœur de cible des publicitaires américains) devenues trop faibles au fil des saisons.
- Lisa Edelstein a joué un rôle proche de celui qu'elle aura comme Docteur Lisa Cuddy de la série Dr House dans l'épisode 9 de la saison 2, diffusé le 11 décembre 2003 aux États-Unis. Elle joue le rôle d'une neurochirurgienne adorant les enfants mais ayant fait une fausse couche, divorcée d'avec son ex-mari qui travaille à l'hôpital comme cardiologue, et au patron nommé Gregory…
- Contrairement aux séries produites par Dick Wolf, FBI : Portés disparus, comme toutes les séries produites par Jerry Bruckheimer, ne comporte que quelques scènes extérieures réellement filmées à New York, tout le reste (ainsi que toutes les scènes intérieures) étant tourné entièrement en studio à Hollywood.
- Comme dans les séries produites par Jerry Bruckheimer, il existe des liens entre les séries, avec des épisodes "croisés" ("crossover") avec l'apparition de personnages issus d'autres séries. Ainsi, le personnage Gil Grissom (William Petersen) issu de la série Les Experts apparait dans quelques épisodes de FBI: Portés disparus. Inversement, le personnage Jack Malone (Anthony LaPaglia) apparait dans un épisode de la série Les Experts.
- Aux États-Unis, un véritable avis de disparition accompagnait la diffusion de chaque épisode[7].

## Récompenses
- Emmy Awards 2003 : meilleur guest masculin dans une série dramatique pour Charles S. Dutton
- Golden Globes 2004 : meilleur acteur dans une série dramatique pour Anthony LaPaglia

## DVD
- Sortie en zone 1 aux États-Unis :
- Intégrale saison 1 (4 DVD) le 6 juin 2006 Chez Warner Home Vidéo (ASIN B0002DRE72) (Audio Anglais avec sous-titres présents) + Bonus présents
- Intégrale saison 2 (6 DVD) le 13 mars 2007 chez Warner Home Vidéo (ASIN B000LE178Y) (Audio Anglais sans sous-titres) + Bonus présents
- Intégrale saison 3 (6 DVD) le 15 mai 2012 chez Warner Archives (ASIN B0080QOKHU) (Audio Anglais sans sous-titres)
- Intégrale saison 4 (6 DVD) le 4 septembre 2012 chez Warner Archives (ASIN B0094UOI64) (Audio Anglais sans sous-titres)
- Intégrale saison 5 (6 DVD) le 27 novembre 2012 chez Warner Archives (ASIN B00ADRYH2M) (Audio Anglais sans sous-titres)
- Intégrale saison 6 (5 DVD) le 7 mai 2013 chez Warner Archives (ASIN B00CP6YNGO) (Audio Anglais sans sous-titres)
- Intégrale saison 7 (6 DVD) le 21 juillet 2014 chez Warner Archives (ASIN B00K1G4RYI) (Audio Anglais sans sous-titres)
- Sortie en Zone 2 en France :
- Intégrale saison 1 (4 DVD) le 9 novembre 2005 chez Warner Home Vidéo (ASIN B000AANBRY) (Audio Anglais, Français, Italien avec sous-titres présents) + Bonus présents
- Intégrale saison 2 (4 DVD) le 8 mars 2006 chez Warner Home Vidéo (ASIN B000DJBOCQ) (Audio Anglais, Français, Italien avec sous-titres présents) + Bonus présents
- Intégrale saison 3 (4 DVD) le 6 novembre 2006 chez Warner Home Vidéo (ASIN B000GW8NNS) (Audio Anglais, Français avec sous-titres présents)
- Intégrale saison 4 (3 DVD) le 18 juin 2008 chez Warner Home Vidéo (ASIN B0015MS7U2) (Audio Anglais, Français, Allemand, Espagnol avec sous-titres présents)
- Intégrale saison 5 (3 DVD) le 24 juin 2009 chez Warner Home Vidéo (ASIN B001VIRLM0) (Audio Anglais, Français, Allemand, Espagnol avec sous-titres présents)
- Intégrale saison 6 (3 DVD) le 14 avril 2010 chez Warner Home Vidéo (ASIN B0036V4DV2) (Audio Anglais, Français, Allemand, Espagnol avec sous-titres présents)
- Intégrale saison 1 à 6 (21 DVD) le 10 novembre 2010 chez Warner Home Vidéo (ASIN B003WGPCPW) (Audio et sous-titres des différentes saisons)
- Sortie en Zone 2 en Grande-Bretagne :
- Intégrale saison 1 (4 DVD) le 10 janvier 2005 chez Warner Home Vidéo (ASIN B002GZA2K) (Audio Anglais et espagnol avec sous-titres présents) + Bonus présents
- Intégrale saison 2 (4 DVD) le 16 janvier 2006 chez Warner Home Vidéo (ASIN B000A529Z4) (audio Anglais avec sous-titres présents) + Bonus présents
- Intégrale saison 3 (4 DVD) le 24 juillet 2006 chez Warner Home Vidéo (ASIN B00FG6A26) (Audio Anglais, Espagnol et Allemand avec sous-titres présents)
- Intégrale saison 4 (3 DVD) le 14 juillet 2008 chez Warner Home Vidéo (ASIN B0017U09IK) (Audio Anglais avec sous-titres présents)
- Intégrale saison 5 (6 DVD) le 22 février 2010 chez Warner Home Vidéo (ASIN B002XOL62M) (Audio Anglais avec sous-titres présents)
- Intégrale saison 6 (3 DVD) le 5 juillet 2010 chez Warner Home Vidéo (ASIN B003IHU5E8) (Audio anglais avec sous-titres présents)